# سمير الطيب
سمير الطيب (تونس العاصمة، 26 ماي 1957- )، هو سياسي تونسي وعضو في المجلس الوطني التأسيسي.عين وزير للفلاحة في حكومة يوسف الشاهد.

## مسيرته
درّس الطيب في كلية الحقوق بصفاقس بين 1989 و1995 ثم ابتداء من 1996 في كلية الحقوق والعلوم السياسية بتونس كما نشط بين 2001 و2003 في الجمعية الأمريكية للعلوم السياسية. انضم الطيب بعد الثورة التونسية إلى حركة التجديد التي ترشح عنها في انتخابات المجلس التأسيسي بألوان تحالف القطب الديمقراطي الحداثي وفاز بمقعد في دائرة تونس 1. في 2012 ساهم في تأسيس حزب المسار الديمقراطي الاجتماعي الذي اختير كناطق رسمي باسمه في حين آلت الأمانة العامة لأحمد إبراهيم.